# Az ember, aki mindent tudott
Az ember, aki mindent tudott (eredeti címen: Swiss Army Man) 2016-ban bemutatott amerikai dráma-vígjáték, melyet Daniel Kwan és Daniel Scheinert írt és rendezett. A két főszereplőt Paul Dano és Daniel Radcliffe alakítja. Legelőször a 2016-os Sundance Filmfesztiválon mutatták be, ahol Kwan és Scheinert elnyerték a legjobb rendezőnek szóló díjat az amerikai dráma kategóriában.
Az Amerikai Egyesült Államokban 2016. június 24-én mutatták be.

## Cselekmény
Hank (Paul Dano) feltehetően egy repülőgép-szerencsétlenség egyedüli túlélőjeként egy lakatlan szigetre került, azonban élelem és segítség nélkül, kétségbeesésében öngyilkossággal akar véget vetni szenvedésének. Ekkor észreveszi, hogy egy másik személyt is partra sodortak a hullámok, azonban rövidesen csalódottan állapítja meg, hogy már halott. A hulla (Daniel Radcliffe) nagyon furcsán viselkedik, mindenekelőtt erősen és tartósan fingik. Hank a fingás erejét felhasználva a jet-skinek használt hullán elhagyja a szigetet.
Hank a szárazföldre jutott, de egyelőre nem talált eleven emberre, akitől segítséget kérhetne. Útnak indul a szárazföld belseje felé és a testet is magával viszi. Egy barlangban keres menedéket, ahol magányában beszélgetni kezd a holttesttel. A hulla továbbra is rendellenesen viselkedik (pl: korlátlan mennyiségű víz nyomható ki a száján át), majd Hank legnagyobb döbbenetére megszólal a test. Elmondja, hogy Mannynek hívják és Hank hozta vissza az életbe. Manny már semmit sem tud az életről, ezért Hank elmagyarázza neki a barlangban talált szemét segítségével. Később, a barlangot körülvevő erdőben Hank felfedezi, hogy Manny merevedése iránytűként használható, így továbbindulnak a civilizáció felé. Útközben Manny gyerekes kérdéseire válaszolva egyre több dolog derül ki Hankről: Fiatalkorában meghalt az anyja, apjával alig tartja a kapcsolatot, nem igazán vannak barátai és szerelmi élete sem túl sikeres.
A Manny zsebében talált telefon háttérképe egy lányt ábrázol, akit Hank Manny barátnőjének vél. Manny bele is szeret a nőbe, ezért ő is vissza akar térni az emberek közé. Hank meg is tanítja Manny-t bulizni és randizni, szemétből imitál különböző élethelyzeteket (pl buszon utazás), még be is öltözik a nőnek Manny kérésére. Hank továbbra is inkább idealistaként gondolkodik a szerelemről és az életről, miközben megdöbbenti, hogy Manny nem tud értelmezni számos társadalmi normát. Az út során Manny teste számos eszközként funkcionál (borotva, balta).
Ahogy közelednek a lakott területekhez, Hank bevallja Manny-nak, hogy a telefon valójában az övé. Ő szerelmes a Sarah nevű lányba, akit csupán a buszról és az internetről ismer, mivel személyesen nem merte megszólítani. Manny megsértődik és azt mondja, hogy inkább újra halott akar lenni. Amikor azonban Hankre rátámad egy medve, Manny különleges képességeit felhasználva megmenti őt.
A sebesült Hank és Manny – nagy nehézségekkel továbbindulnak és egy Kaliforniai külváros házának kertjébe érnek. A házban történetesen Sarah él férjével és kislányával. Az őket először felfedező kislány még beszél Manny-vel és megijed bárdolatlanságától, azonban a később odaérő felnőttek már csupán egyszerű halottnak látják. Rövidesen megérkeznek a mentők, a rendőrség, egy helyi tévé és Hank apja is. A hatóságok nem hiszik el Hank történetét és hullaházba akarják vinni Manny-t, közben Sarah pedig rájön, hogy a számára ismeretlen Hank lefényképezte őt és kémkedett utána.
Hank elmenekül a helyszínről Manny-vel, mindenki követi. Meglepően gyorsan a tengerhez ér, ahol vízre akarja engedni Manny-t, azonban ő továbbra is halott marad. A rendőrök megbilincselik az őrültnek vélt Hank-et, azonban ekkor Manny egyre erősebben fingani kezd. A parton lévők döbbenete vagy öröme közepette, Manny kifut a nyílt tengerre, az operatőr kamerája az egész jelenetet rögzíti.

## Szereplők
| Szerep    | Színész                 | Magyar hang |
| --------- | ----------------------- | ----------- |
| Hank      | Paul Dano               |             |
| Manny     | Daniel Radcliffe        |             |
| Sarah     | Mary Elizabeth Winstead |             |
| Preston   | Timothy Eulich          |             |
| Riporter  | Marika Casteel          |             |
| Hank apja | Richard Gross           |             |
| Chrissy   | Antonia Ribero          |             |
| Rendőr    | Aaron Marshall          |             |
| Operatőr  | Andy Hull               |             |
| Halottkém | Shane Carruth           |             |

## Kritika és fogadtatás
A film mind a filmkritikusok, mind a közönség körében pozitív fogadtatásra talált, annak ellenére, hogy általában csak a "fingó hullás" filmként hivatkoztak rá. A tabuk megtörése(fingás, maszturbáció, halál) azonban elsődleges szerepet tölt be a filmben, ez segíti Hank-et önmaga megtalálásához és elfogadásához.
A film pozitív értékeléseket kapott a kritikusoktól. A Metacritic oldalán a film értékelése 64% a 100-ból, amely 35 véleményen alapul. A Rotten Tomatoeson az Ember, aki mindent tudott 67%-os minősítést kapott, 153 értékelés alapján.